# Jaaved Jaffrey
Pour les articles homonymes, voir Jaffrey.
Syed Jaaved Ahmed Jaffrey (né le 4 décembre 1963) est un acteur, danseur,, et comédien indien qui est apparu dans des films et des émissions de télévision en hindi. Il est le fils du comédien Jagdeep. Il a rejoint le Parti Aam Aadmi (AAP) en mars 2014 et s'est présenté aux élections générales indiennes de 2014 dans la circonscription de Lucknow, terminant cinquième.

## Vie personnelle
Jaffrey est le fils du comédien Jagdeep. Il est né le 4 décembre 1963 à Bombay, Maharashtra, Inde (aujourd'hui Mumbai). Il s'est marié en 1991 et a deux fils et une fille, dont Meezaan.

## Carrière professionnelle
Il a joué Charlie Anna dans le film d'animation Roadside Romeo, un effort collaboratif de Yash Raj Films et Disney. Il a commenté les émissions de télévision japonaises Takeshi's Castle et Ninja Warrior sur Pogo TV et Hungama respectivement. Il a également été juge pour les Championnats du monde de karaoké en Inde avec Manasi Scott, le directeur musical Raju Singh, Salim Merchant, Sulaiman Merchant, fondateur et organisateur de KWC INDIA, Savio Paul D'sa, Leslie Lewis, Remo Fernandes et Sunita Rao.
Jaffrey a animé des cérémonies de remise de prix, notamment Filmfare, Zee Cine Awards, et IIFA,. Il est également apparu dans l'émission pakistanaise Loose Talk, incarnant divers personnages indiens.
Il est associé à la publicité depuis 1980 en tant que mannequin, chorégraphe, rédacteur, producteur et réalisateur. Il est apparu dans les publicités comiques de Maggi Hot & Sweet Sauce pendant 25 ans.
Jaffrey a animé Big Googly sur BIG 92.7FM créé avec Paritosh Painter. Il anime également Once More, où il parle des films de Bollywood des années 1970 à 1990 dans son style comique, sur la chaîne Epic depuis 2015.
Jaffrey a été nommé membre à vie du Club international du cinéma et de la télévision de l'Académie asiatique du cinéma et de la télévision. Il a également été l'ambassadeur de la marque du premier festival international du film d'animation et de dessin animé d'Inde en 2015,.
Le film Meri Jung, sorti en 1985, lui a donné sa première opportunité d'incarner le rôle d'un méchant et de montrer ses talents de danseur à l'écran,. Le lancement de la télévision par câble, en particulier de la chaîne [V] et de son sens de l'humour irrévérencieux, lui a donné un créneau pour représenter son genre de comédie. Il a été appelé « la première véritable superstar de la télévision ». Il a animé l'émission Flashback. Jaffrey a également animé l'émission de chansons Timex Timepass, dans laquelle il a alterné entre les caricatures de personnages[réf. nécessaire].
Il a remporté son premier prix IIFA pour le meilleur rôle comique dans Salaam Namaste en 2005. Il anime l'émission de compétition de danse Boogie Woogie sur Sony Entertainment Television Asia avec son frère Naved Jaffery et son ami Ravi Behl,.

## Carrière politique
Jaffrey s'est présenté aux élections Lok Sabha de 2014 à Lucknow en tant que candidat du parti Aam Aadmi, mais a perdu face à Rajnath Singh du BJP. Il avait terminé cinquième dans la circonscription en obtenant 41 429 voix.

## Filmographie
| Année | Titre                    | Rôle                               | Remarques                                                     |
| ----- | ------------------------ | ---------------------------------- | ------------------------------------------------------------- |
| 1985  | Meri Jung                | Vikram Thakral aka Vicky           | Également chanteur pour la chanson "Bol Baby Bol Rock-N-Roll" |
| 1987  | 7 Saal Baad              | Ravi                               |                                                               |
| 1988  | Woh Phir Aayegi          | Mukesh                             |                                                               |
| 1989  | Lashkar                  | Johnny                             |                                                               |
| 1990  | Jawani Zindabad          | Ravi Verma                         |                                                               |
| 1991  | Shiv Ram                 |                                    |                                                               |
| 1991  | 100 Days                 | Sunil                              |                                                               |
| 1992  | Jeena Marna Tere Sang    | Vijay                              |                                                               |
| 1992  | Tahalka                  | Captain Javed                      |                                                               |
| 1992  | Karm Yodha               | Sudhir                             |                                                               |
| 1993  | Zakhmi Rooh              | Shekhar                            |                                                               |
| 1994  | Teesra Kaun              | Sanjay Chopra / Pankaj Nigam       |                                                               |
| 1995  | Oh Darling Yeh Hai India | Prince of Don                      |                                                               |
| 1995  | Rock Dancer              | JJ                                 |                                                               |
| 1996  | Fire                     | Jatin                              |                                                               |
| 1998  | Bombay Boys              | Cameo                              | Également chanteur et parolier de la chanson « Mumbhai »      |
| 1998  | Hanuman                  | Ashok                              |                                                               |
| 2000  | Gang                     | Gary Rozario                       |                                                               |
| 2003  | Aman Ke Farishtey        | Amar                               |                                                               |
| 2003  | Main Prem Ki Diwani Hoon | Se                                 | Special appearance                                            |
| 2003  | Jajantaram Mamantaram    | Aditya Pandit                      |                                                               |
| 2003  | Boom                     | Boom Shankar aka Boom Boom         |                                                               |
| 2005  | Salaam Namaste           | Jaggu                              |                                                               |
| 2007  | Ta Ra Rum Pum            | Harry                              |                                                               |
| 2007  | Dhamaal                  | Manav Shrivastav                   |                                                               |
| 2007  | Victoria No. 203         | Bobby 'BB' Bombatta                |                                                               |
| 2008  | Shaurya                  | Major Akash Kapoor                 |                                                               |
| 2008  | Singh Is Kinng           | Mika Singh                         |                                                               |
| 2008  | Roadside Romeo           | Charlie Anna                       | Rôle de la voix                                               |
| 2009  | 3 Idiots                 | Real Ranchoddas Shamaldas Chanchad | Camée                                                         |
| 2009  | Dhoondte Reh Jaaoge!     | Salim                              |                                                               |
| 2009  | 8 x 10 Tasveer           | Habibullah Happi Pasha             |                                                               |
| 2009  | Kambakkht Ishq           | Keswani                            |                                                               |
| 2009  | Paying Guests            | Parag Melwani                      |                                                               |
| 2009  | The Forest               | Ebishek                            |                                                               |
| 2009  | Daddy Cool               | Carlos                             |                                                               |
| 2009  | City of Life             | Suresh Khan                        |                                                               |
| 2010  | Lafangey Parindey        | Se                                 | Apparence spéciale                                            |
| 2010  | Hello Darling            | Hardik                             |                                                               |
| 2011  | Loot                     | Akbar                              |                                                               |
| 2011  | Double Dhamaal           | Manav Shrivastav                   |                                                               |
| 2011  | Inshallah, Football      | —                                  | Producteur (film documentaire)                                |
| 2012  | Inshallah, Kashmir       | —                                  | Producteur (film documentaire)                                |
| 2012  | Agent Vinod              | —                                  | chanteur de la chanson "Pyaar ki Pungi"                       |
| 2013  | Besharam                 | Bheem Singh Chandel                |                                                               |
| 2013  | War Chhod Na Yaar        | Captain Qureshi                    |                                                               |
| 2014  | Mr Joe B. Carvalho       | Carlos                             |                                                               |
| 2014  | Bang Bang!               | Hamid Gul                          |                                                               |
| 2015  | Picket 43                | Mushraff Khan                      | Film malayalam                                                |
| 2016  | Ishq Forever             | Amitabh                            |                                                               |
| 2018  | Lupt                     | Harsh Tandon                       |                                                               |
| 2019  | Total Dhamaal            | Manav Shrivastav                   |                                                               |
| 2019  | Happy Sardar             | Inderpal Singh                     | Film malayalam                                                |
| 2019  | Jabariya Jodi            | Hukum Dev Singh                    |                                                               |
| 2019  | De De Pyaar De           | Samir Khanna                       |                                                               |
| 2019  | Bala                     | Bachchan Dubey                     |                                                               |
| 2020  | Maska                    | Rustom Irani                       | Film Netflix                                                  |
| 2020  | Coolie No. 1             | Jai Kishen/ Jackson                | Film Amazon Prime Video                                       |
| 2021  | Bhoot Police             | Chhedilal                          | [ 24 ]                                                        |
| 2021  | Sooryavanshi             | Kabir Shroff                       |                                                               |
| 2022  | Jaadugar                 | Pradeep Narang                     | Film Netflix                                                  |
| 2025  | Inn Galiyon Mein         | Mirza                              |                                                               |